# Teatro Arniches (Alicante)
El teatro Arniches se encuentra situado en la avenida Aguilera de la ciudad de Alicante, España. Además de funciones teatrales, acoge conciertos de música y congresos.
En el año 2004 fue reformado, elevando la altura del escenario y añadiendo una segunda planta a la sala, lo que permitió aumentar el aforo hasta las 264 butacas, de las que 170 están en platea y el resto en anfiteatro. En 2013 la Filmoteca de la Generalidad Valenciana en Alicante fue trasladada a este teatro.